# Новоколхозное
Новоколхозное — посёлок в Неманском районе Калининградской области. Входит в состав Жилинского сельского поселения.

## Население
| 2002 | 2010 |
| ---- | ---- |
| 581  | ↘567 |

## История
В 1902—1910 годах в Ной Аргенингкене была построена кирха.
Численность населения в 1910 году составляла 639 жителей, в 1933 году — 654 жителя, в 1939 году — 576 жителей. В 1910 году в Зандлаукене проживал 81 человек, в 1933 году — 149 человек, в 1939 году — 139 человек.
В 1938 году Ной Аргенингкен был переименован в Аргенбрюк, Бублаукен — в Аргенфурт, Зандлаукен — в Зандфельде.
В 1946 году Аргенбрюк был переименован в поселок Новоколхозное, Виллькишкен — в Григорьево, Аргенфурт — в Чернышёво, Зандфельде — в Щукино.
В 1993 году посёлки Григорьево, Чернышево и Щукино вошли в состав поселка Новоколхозного.